# Ekwador na Mistrzostwach Świata w Lekkoatletyce 2013
Ekwador na Mistrzostwach Świata w Lekkoatletyce 2013 – reprezentacja Ekwadoru podczas czempionatu w Moskwie liczyła 12 zawodników.

## Występy reprezentantów Ekwadoru

### Mężczyźni

#### Konkurencje biegowe
| Konkurencja    | Zawodnik             | Runda 1  | Runda 1 | Półfinał | Półfinał | Finał        | Finał   |
| Konkurencja    | Zawodnik             | Rezultat | Pozycja | Rezultat | Pozycja  | Rezultat     | Pozycja |
| -------------- | -------------------- | -------- | ------- | -------- | -------- | ------------ | ------- |
| Bieg na 100 m  | Alex Quiñónez        | 10,50    | 44.     | NQ       | NQ       | NQ           | NQ      |
| Bieg na 200 m  | Alex Quiñónez        | 20,47    | 9. q    | 20,55    | 15.      | NQ           | NQ      |
| Bieg na 5000 m | Byron Piedra         | 13:35,38 | 22.     | —        | —        | NQ           | NQ      |
| Maraton        | Miguel Ángel Almachi | —        | —       | —        | —        | 2:19:48 (SB) | 30.     |
| Chód na 20 km  | Mauricio Arteaga     | —        | —       | —        | —        | 1:27:35      | 35.     |
| Chód na 20 km  | Rolando Saquipay     | —        | —       | —        | —        | 1:24:01 (SB) | 18.     |
| Chód na 50 km  | Jonnathan Caceres    | —        | —       | —        | —        | 3:56:58 (PB) | 27.     |
| Chód na 50 km  | Andrés Chocho        | —        | —       | —        | —        | DSQ          | DSQ     |
| Chód na 50 km  | Xavier Moreno        | —        | —       | —        | —        | 4:07:29 (SB) | 44.     |

#### Konkurencje techniczne
| Konkurencja | Zawodnik     | Eliminacje | Eliminacje | Finał    | Finał   |
| Konkurencja | Zawodnik     | Rezultat   | Pozycja    | Rezultat | Pozycja |
| ----------- | ------------ | ---------- | ---------- | -------- | ------- |
| Skok wzwyż  | Diego Ferrín | 2,17       | 25.        | NQ       | NQ      |

### Kobiety
| Konkurencja   | Zawodnik       | Runda 1  | Runda 1 | Półfinał | Półfinał | Finał    | Finał   |
| Konkurencja   | Zawodnik       | Rezultat | Pozycja | Rezultat | Pozycja  | Rezultat | Pozycja |
| ------------- | -------------- | -------- | ------- | -------- | -------- | -------- | ------- |
| Bieg na 100 m | Angela Tenorio | 11,53    | 29.     | NQ       | NQ       | NQ       | NQ      |
| Bieg na 200 m | Angela Tenorio | DNS      | DNS     | NQ       | NQ       | NQ       | NQ      |
| Maraton       | Rosalba Chacha | —        | —       | —        | —        | DNS      | DNS     |
| Chód na 20 km | Paola Pérez    | —        | —       | —        | —        | 1:33:03  | 28.     |